# 1-ша армія (Німецька імперія)
Не варто плутати з 1-ю німецькою армією часів Другої світової війни
1-ша а́рмія  (нім. 1. Armee) — армія Імперської армії Німеччини за часів Першої світової війни.

## Історія
1-ша армія (1. Armee) була сформована 2 серпня 1914 року.

## Командування

### Командувачі
Перше формування
- генерал-полковник Александр фон Клюк (нім. Alexander von Kluck) (2 серпня 1914 — 28 березня 1915);
- генерал від інфантерії Макс фон Фабек (нім. Max von Fabeck) (28 березня 1915 — 17 вересня 1915);

Друге формування
- генерал від інфантерії Фріц фон Белов (нім. Fritz von Below) (19 липня 1916 — 18 червня 1918);
- генерал від інфантерії Бруно фон Мудра (нім. Bruno von Mudra) (18 червня — 12 жовтня 1918);
- генерал від інфантерії Отто фон Белов (нім. Otto von Below) (12 жовтня — 8 листопада 1918);
- генерал від інфантерії Магнус фон Ебергардт (нім. Magnus von Eberhardt) (8 — 11 листопада 1918).